# بوب تشاو
بوب تشاو (بالإنجليزية: Bob Chow)‏ هو لاعب رماية أمريكي، ولد في 30 نوفمبر 1907 في ستوكتون في الولايات المتحدة، وتوفي في 17 أكتوبر 2003 في بيدمونت في الولايات المتحدة.

## وصلات خارجية
- بوب تشاو على موقع أوليمبيديا (الإنجليزية)